# Rhinoraja
Rhinoraja is een geslacht van kraakbeenvissen uit de familie van de Arhynchobatidae (langstaartroggen). De wetenschappelijke naam van de soort is voor het eerst geldig gepubliceerd in 1952 door Ishiyama.

## Soorten
- Rhinoraja kujiensis (Tanaka, 1916)
- Rhinoraja longicauda Ishiyama, 1952
- Rhinoraja odai Ishiyama, 1958